# Haplochromis aelocephalus
Haplochromis aelocephalus es una especie de peces de la familia Cichlidae en el orden de los Perciformes.

## Morfología
Los machos pueden llegar alcanzar los 12 cm de longitud total.

## Distribución geográfica
Se encuentra en la zona  ugandesa del lago Victoria.